# 대한민국의 보물 (1980년대 후반)

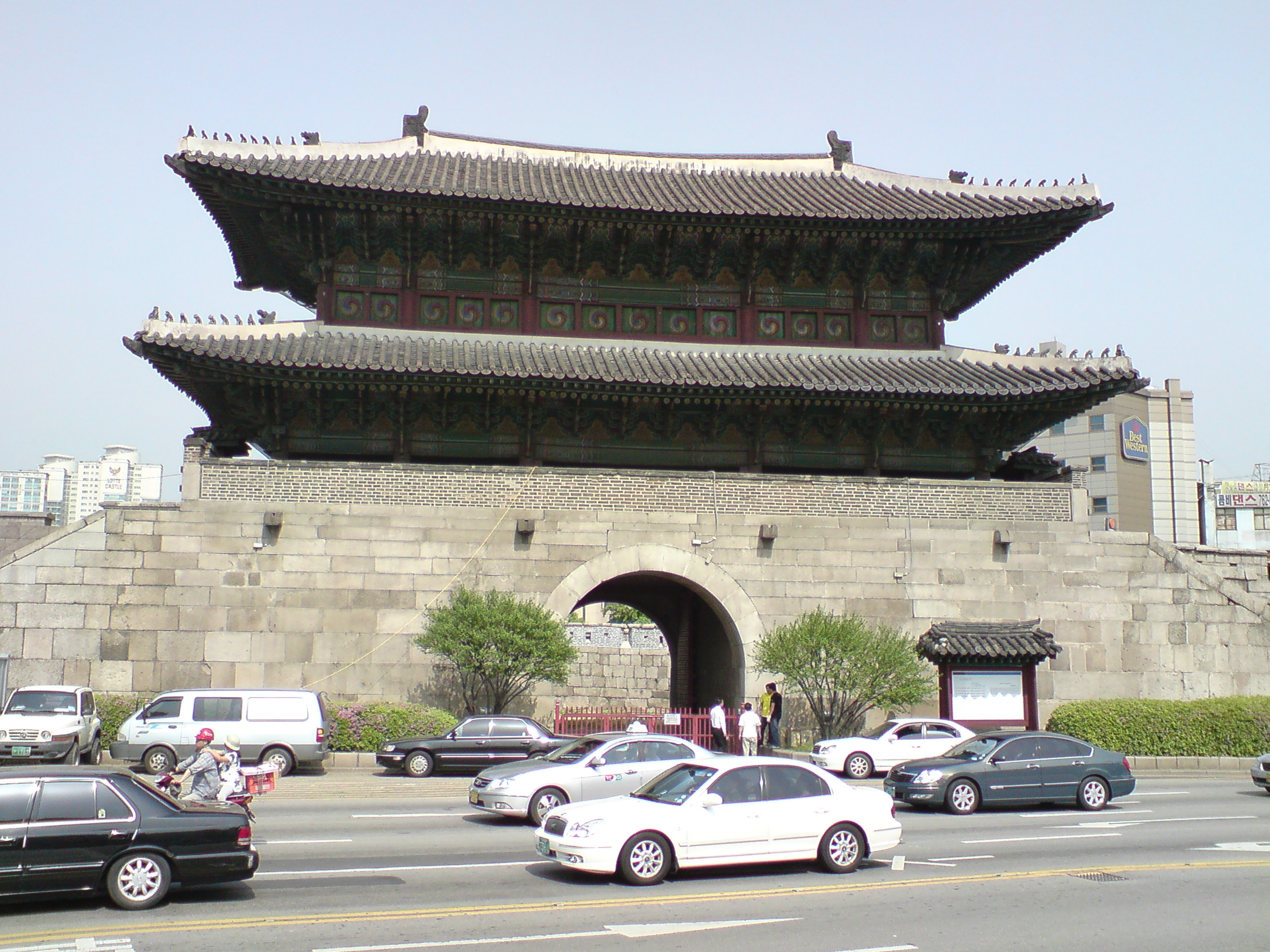
보물 제1호 흥인지문

대한민국의 보물(大韓民國 寶物)은 목조 건축물, 석조 건축물, 전적류, 서적류, 고문서, 회화, 조각류, 공예품, 고고자료, 무구(巫具) 등 대한민국의 유형문화재 가운데 중요한 것을 국가에서 지정한 것이다. 국보와 보물의 중요성과 가치 우열을 가리기는 어렵지만, 국보급의 문화재가 그 분야, 그 시대를 대표하는 유일무이한 것이라면 보물급에 속하는 문화재는 그와 유사한 문화재로서 대한민국 문화를 대표하는 유물이라고 할 수 있다.

## 지정 목록

### 1985년 지정
| 번호  | 사진 | 명칭 | 소재지                                                        | 관리자 (단체)      | 지정일                                         | 참조 |
| 809호 |      | 경복궁 자경전 (景福宮 慈慶殿) (Jagyeongjeon Hall of Gyeongbokgung Palace)                                                                          | 서울 종로구 사직로 161                                        | 경복궁             | 1985년 1월 8일 지정                            |      |
| 810호 |      | 경복궁 자경전 십장생굴뚝 (景福宮 慈慶殿 十長生굴뚝) (Chimney with Ten Symbols of Longevity in Relief at Jagyeongjeon Hall of Gyeongbokgung Palace) | 서울 종로구 사직로 161.                                       | 경복궁             | 1985년 1월 8일 지정                            |      |
| 811호 |      | 경복궁 아미산 굴뚝 (景福宮 峨嵋山 굴뚝) (Chimneys in Amisan Garden of Gyeongbokgung Palace)                                                        | 서울 종로구 사직로 161.                                       | 경복궁             | 1985년 1월 8일 지정                            |      |
| 812호 |      | 경복궁 근정문 및 행각 (景福宮 勤政門 및 行閣) (Geunjeongmun Gate and Corridor of Gyeongbokgung Palace)                                             | 서울 종로구 사직로 161.                                       | 경복궁             | 1985년 1월 8일 지정                            |      |
| 813호 |      | 창덕궁 인정문 (昌德宮 仁政門) (Injeongmun Gate of Changdeokgung Palace)                                                                            | 서울 종로구 율곡로 99, 창덕궁 (와룡동)                        | 창덕궁             | 1985년 1월 8일 지정                            |      |
| 814호 |      | 창덕궁 선정전 (昌德宮 宣政殿) (Seonjeongjeon Hall of Changdeokgung Palace)                                                                         | 서울 종로구 율곡로 99, 창덕궁 (와룡동)                        | 창덕궁             | 1985년 1월 8일 지정                            |      |
| 815호 |      | 창덕궁 희정당 (昌德宮 熙政堂) (Huijeongdang Hall of Changdeokgung Palace)                                                                          | 서울 종로구 율곡로 99, 창덕궁 (와룡동)                        | 창덕궁             | 1985년 1월 8일 지정                            |      |
| 816호 |      | 창덕궁 대조전 (昌德宮 大造殿) (Daejojeon Hall of Changdeokgung Palace)                                                                             | 서울 종로구 율곡로 99, 창덕궁 (와룡동)                        | 창덕궁             | 1985년 1월 8일 지정                            |      |
| 817호 |      | 창덕궁 선원전 (昌德宮 璿源殿) (Seonwonjeon Hall of Changdeokgung Palace)                                                                           | 서울 종로구 율곡로 99, 창덕궁 (와룡동)                        | 창덕궁             | 1985년 1월 8일 지정                            |      |
| 818호 |      | 창경궁 통명전 (昌慶宮 通明殿) (Tongmyeongjeon Hall of Changgyeonggung Palace)                                                                      | 서울 종로구 창경궁로 185, 창경궁 (와룡동)                     | 창경궁             | 1985년 1월 8일 지정                            |      |
| 819호 |      | 덕수궁 중화전 및 중화문 (德壽宮 中和殿 및 中和門) (Junghwajeon Hall and Junghwamun Gate of Deoksugung Palace)                                      | 서울 중구 세종대로 99 (정동)                                  | 덕수궁             | 1985년 1월 8일 지정                            |      |
| 820호 |      | 덕수궁 함녕전 (德壽宮 咸寧殿) (Hamnyeongjeon Hall of Deoksugung Palace)                                                                            | 서울 중구 세종대로 99 (정동)                                  | 덕수궁             | 1985년 1월 8일 지정                            |      |
| 821호 |      | 종묘 영녕전 (宗廟 永寧殿) (Yeongnyeongjeon Hall of Jongmyo Shrine)                                                                                 | 서울 종로구 종로 157, 종묘 (훈정동)                           | 종묘               | 1985년 1월 8일 지정                            |      |
| 822호 |      | 이천 영월암 마애여래입상 (利川 映月庵 磨崖如來立像) (Rock-carved Standing Buddha at Yeongworam Hermitage, Icheon)                                  | 경기 이천시 관고동 산64-1                                     | 이천시             | 1985년 1월 8일 지정, 2010년 8월 25일 명칭 변경 |      |
| 823호 |      | 안성 석남사 영산전 (安城 石南寺 靈山殿) (Yeongsanjeon Hall of Seongnamsa Temple, Anseong)                                                          | 경기 안성시 금광면 배티로 193-218, 석남사 (상중리)            | 석남사             | 1985년 1월 8일 지정                            |      |
| 824호 |      | 안성 청룡사 대웅전 (安城 靑龍寺 大雄殿) (Daeungjeon Hall of Cheongnyongsa Temple, Anseong)                                                         | 경기 안성시 서운면 청룡길 140, 청룡사 (청용리)                | 청룡사             | 1985년 1월 8일 지정                            |      |
| 825호 |      | 익산 숭림사 보광전 (益山 崇林寺 普光殿) (Bogwangjeon Hall of Sungnimsa Temple, Iksan)                                                              | 전북 익산시 웅포면 백제로 495-57, 숭림사 (송천리)             | 숭림사             | 1985년 1월 8일 지정                            |      |
| 826호 |      | 김제 귀신사 대적광전 (金堤 歸信寺 大寂光殿) (Daejeokgwangjeon Hall of Gwisinsa Temple, Gimje)                                                      | 전북 김제시 금산면 청도6길 40, 귀신사 (청도리)                | 귀신사             | 1985년 1월 8일 지정                            |      |
| 827호 |      | 김제 금산사 대장전 (金堤 金山寺 大藏殿) (Daejangjeon Hall of Geumsansa Temple, Gimje)                                                              | 전북 김제시 금산면 금산리 35-2                                | 금산사             | 1985년 1월 8일 지정                            |      |
| 828호 |      | 김제 금산사 석등 (金堤 金山寺 石燈) (Stone Lantern of Geumsansa Temple, Gimje)                                                                     | 전북 김제시 금산면 모악15길 1, 금산사 (금산리)                | 금산사             | 1985년 1월 8일 지정, 2010년 12월 27일 명칭변경 |      |
| 829호 |      | 강진 금곡사 삼층석탑 (康津 金谷寺 三層石塔) (Three-story Stone Pagoda of Geumgoksa Temple, Gangjin)                                                | 전남 강진군 군동면 까치내로 261-21, 금곡사 (파산리)           | 금곡사             | 1985년 1월 8일 지정, 2010년 12월 27일 명칭변경 |      |
| 830호 |      | 영광 불갑사 대웅전 (靈光 佛甲寺 大雄殿) (Daeungjeon Hall of Bulgapsa Temple, Yeonggwang)                                                           | 전남 영광군 불갑면 불갑사로 450, 불갑사 (모악리)              | 불갑사             | 1985년 1월 8일 지정                            |      |
| 831호 |      | 순천 동화사 삼층석탑 (順天 桐華寺 三層石塔) (Three-story Stone Pagoda of Donghwasa Temple, Suncheon)                                               | 전남 순천시 별량면 동화사길 208, 동화사 (대룡리)              | 동화사             | 1985년 1월 8일 지정, 2010년 12월 27일 명칭변경 |      |
| 832호 |      | 영주 성혈사 나한전 (榮州 聖穴寺 羅漢殿) (Nahanjeon Hall of Seonghyeolsa Temple, Yeongju)                                                           | 경북 영주시 순흥면 죽계로 459-99, 성혈사 (덕현리)             | 성혈사             | 1985년 1월 8일 지정                            |      |
| 833호 |      | 경주 기림사 대적광전 (慶州 祇林寺 大寂光殿) (Daejeokgwangjeon Hall of Girimsa Temple, Gyeongju)                                                    | 경북 경주시 양북면 기림로 437-17, 기림사 (호암리)             | 기림사             | 1985년 1월 8일 지정                            |      |
| 834호 |      | 청도 대비사 대웅전 (淸道 大悲寺 大雄殿) (Daeungjeon Hall of Daebisa Temple, Cheongdo)                                                              | 경북 청도군 금천면 박곡길 590, 대비사 (박곡리)                | 대비사             | 1985년 1월 8일 지정                            |      |
| 835호 |      | 청도 운문사 대웅보전 (淸道 雲門寺 大雄寶殿) (Daeungbojeon Hall of Unmunsa Temple, Cheongdo)                                                        | 경북 청도군 운문면 운문사길 264, 운문사 (신원리)              | 운문사             | 1985년 1월 8일 지정                            |      |
| 836호 |      | 청도 대적사 극락전 (淸道 大寂寺 極樂殿) (Geungnakjeon Hall of Daejeoksa Temple, Cheongdo)                                                          | 경북 청도군 화양읍 송금리 223                                 | 대적사             | 1985년 1월 8일 지정                            |      |
| 837호 |      | 복각천상열차분야지도 각석 (複刻天象列次分野之圖 刻石) (Reproduction of Celestial Chart Stone)                                                      | 서울 종로구 효자로 12, 국립고궁박물관 (세종로,국립고궁박물관) | 국립고궁박물관     | 1985년 8월 9일 지정                            |      |
| 838호 |      | 서울 청계천 수표 (서울 淸溪川 水標) (Water Gauge at Cheonggyecheon Stream, Seoul)                                                                  | 서울 동대문구 회기로 56, 세종대왕기념관 (청량리동)            | 세종대왕기념사업회 | 1985년 8월 9일 지정, 2010년 12월 27일 명칭변경 |      |
| 839호 |      | 신법 지평일구 (新法 地平日晷) (Horizontal Sundial)                                                                                                 | 서울 종로구 효자로 12, 국립고궁박물관 (세종로,국립고궁박물관) | 국립고궁박물관     | 1985년 8월 9일 지정                            |      |
| 840호 |      | 신법 지평일구 (新法 地平日晷) (Horizontal Sundial)                                                                                                 | 서울 종로구 효자로 12, 국립고궁박물관 (세종로,국립고궁박물관) | 국립고궁박물관     | 1985년 8월 9일 지정                            |      |
| 841호 |      | 간평일구·혼개일구 (簡平日晷·渾蓋日晷) (Sundials)                                                                                                   | 서울 종로구 효자로 12, 국립고궁박물관 (세종로,국립고궁박물관) | 국립고궁박물관     | 1985년 8월 9일 지정                            |      |
| 842호 |      | 대구 선화당 측우대 (大邱 宣化堂 測雨臺) (Rain Gauge Pedestal of Seonhwadang Hall, Daegu)                                                           | 서울 동작구 여의대방로16길 61 (신대방동,기상청)               | 기상청             | 1985년 8월 9일 지정                            |      |
| 843호 |      | 관상감 측우대 (觀象監 測雨臺) (Rain Gauge Pedestal of Gwansanggam (Bureau of Astronomy))                                                           | 서울 동작구 여의대방로 16길 61 기상청                         | 기상청             | 1985년 8월 9일 지정                            |      |
| 844호 |      | 창덕궁 측우대 (昌德宮 測雨臺) (Rain Gauge Pedestal of Changdeokgung Palace)                                                                        | 서울 종로구 효자로 12, 국립고궁박물관 (세종로,국립고궁박물관) | 국립고궁박물관     | 1985년 8월 9일 지정                            |      |
| 845호 |      | 앙부일구 (仰釜日晷) (Hemispherical Sundial) | 서울 종로구 효자로 12, 국립고궁박물관 (세종로,국립고궁박물관) | 국립고궁박물관     | 1985년 8월 9일 지정                            |      |
| 846호 |      | 창경궁 풍기대 (昌慶宮 風旗臺) (Wind Streamer Pedestal of Changgyeonggung Palace)                                                                   | 서울 종로구 창경궁로 185, 창경궁 (와룡동)                     | 창경궁             | 1985년 8월 9일 지정                            |      |
| 847호 |      | 경복궁 풍기대 (景福宮 風旗臺) (Wind Streamer Pedestal of Gyeongbokgung Palace)                                                                     | 서울 종로구 사직로 161.                                       | 경복궁             | 1985년 8월 9일 지정                            |      |
| 848호 |      | 보은 법주사 신법 천문도 병풍 (報恩 法住寺 新法 天文圖 屛風) (Folding Screen of Sinbeop cheonmundo (Celestial Charts) at Beopjusa Temple, Boeun)    | 충북 보은군 속리산면 법주사로 405, 법주사 (사내리)            | 법주사             | 1985년 8월 9일 지정                            |      |
| 849호 |      | 곤여만국전도 (坤與萬國全圖) (Gonyeo manguk jeondo (Map of the Myriad Countries of the World by Mateo Ricci))                                       | 서울 관악구 관악로 1, 박물관 (신림동,서울대학교)              | 서울대학교박물관   | 1985년 8월 9일 지정                            |      |
| 850호 |      | 대동여지도 신유본 (大東輿地圖) (Daedong yeojido (Map of the Great East))                                                                           | 서울 성북구 보문로34다길 2, 성신여대박물관 (동선동3가)        | 성신여자대학교     | 1985년 8월 9일 지정                            |      |
| 851호 |      | 창경궁 관천대 (昌慶宮 觀天臺) (Gwancheondae Observatory of Changgyeonggung Palace)                                                                 | 서울 종로구 창경궁로 185, 창경궁 (와룡동)                     | 창경궁             | 1985년 8월 9일 지정                            |      |

### 1986년 지정
| 번호     | 사진 | 명칭 | 소재지                                                                                | 관리자 (단체)           | 지정일                                                                     | 참조 |
| 852호    |      | 휴대용 앙부일구 (携帶用 仰釜日晷) (Portable Hemispherical Sundial) | 서울 용산구 서빙고로 137, 국립중앙박물관 (용산동6가)                                  | 국립중앙박물관          | 1986년 3월 14일 지정                                                       |      |
| 853호    |      | 수선전도 목판 (首善全圖 木板) (Printing Woodblock of Suseon jeondo (Comprehensive Map of the Capital))                                                                                        | 서울 성북구 안암로 145, 고려대학교박물관 (안암동5가,고려대학교안암캠퍼스(인문사회계)) | 고려대학교박물관        | 1986년 3월 14일 지정                                                       |      |
| 854호    |      | 세총통 (細銃筒) (Narrow Gun) | 서울 노원구 공릉동 사서함 77-1호 육군박물관                                           | 육군사관학교 육군박물관 | 1986년 3월 14일 지정                                                       |      |
| 855호    |      | 차승자총통 (次勝字銃筒) (Medium Seungja Chongtong Gun) | 서울 관악구 관악로 1 서울대학교 박물관                                                | 서울대학교박물관        | 1986년 3월 14일 지정                                                       |      |
| 856호    |      | 소총통 (小銃筒) (Small Gun) | 서울 종로구 효자로 12, 국립고궁박물관 (세종로,국립고궁박물관)                         | 국립고궁박물관          | 1986년 3월 14일 지정                                                       |      |
| 857호    |      | 대완구 (大碗口) (Large Mortar) | 서울 노원구 공릉동 사서함 77-1호 육군박물관                                           | 육군사관학교 육군박물관 | 1986년 3월 14일 지정                                                       |      |
| 858호    |      | 중완구 (中碗口) (Medium Mortar) | 경남 진주시 남강로 626-35, 국립진주박물관 (남성동,진주성)                             | 국립진주박물관          | 1986년 3월 14일 지정                                                       |      |
| 859호    |      | 중완구 (中碗口) (Medium Mortar) | 경남 창원시 앵곡동 사서함 88-2-6호 해군사관학교박물관                                 | 해군사관학교            | 1986년 3월 14일 지정                                                       |      |
| 860호    |      | 비격진천뢰 (飛擊震天雷) (Medium Mortar) | 서울 종로구 효자로 12, 국립고궁박물관 (세종로,국립고궁박물관)                         | 국립고궁박물관          | 1986년 3월 14일 지정                                                       |      |
| 861-1호  |      | 불랑기자포 (佛狼機子砲) (Bullanggi Japo Cannon) | 서울 노원구 공릉동 77-1 육군박물관                                                    | 육군사관학교 군박물관   | 1986년 3월 14일 지정                                                       |      |
| 861-2호  |      | 불랑기자포 (佛狼機子砲) (Bullanggi Japo Cannon) | 서울 종로구 새문안로 55 서울역사박물관                                                | 서울역사박물관          | 2012년 8월 24일 지정                                                       |      |
| 862호    |      | 지자총통 (地字銃筒) (Jija Chongtong Gun) | 경남 진주시 남강로 626-35, 국립진주박물관 (남성동,진주성)                             | 국립진주박물관          | 1986년 3월 14일 지정                                                       |      |
| 863호    |      | 지자총통 (地字銃筒) (Jija Chongtong Gun) | 부산 서구 구덕로 255, 부민캠퍼스 동아대학교박물관 (부용동2가,동아대학교)              | 동아대학교박물관        | 1986년 3월 14일 지정                                                       |      |
| 864호    |      | 금고 (金鼓) | 서울 노원구 공릉동 103 육군사관학교박물관                                             | 육군사관학교            | 1986년 3월 14일 지정, 2008년 10월 17일 해제, 정밀조사결과 문화재 가치 없음 |      |
| 865호    |      | 민간 목활자 및 인쇄용구 (民間 木活字 및 印刷用具) (Private Wooden Movable Type and Printing Devices)                                                                                          | 서울 서초구 반포대로 201, 국립중앙도서관 (반포동,국립중앙도서관)                      | 국립중앙도서관          | 1986년 3월 14일 지정                                                       |      |
| 866호    |      | 이기룡필 남지기로회도 (李起龍筆 南池耆老會圖) (Namji girohoedo (Gathering of Elders by Namji Pond) by Yi Gi-ryong)                                                                            | 서울 관악구 관악로 1, 박물관 (신림동,서울대학교)                                      | 서울대학교박물관        | 1986년 10월 15일 지정                                                      |      |
| 867호    |      | 독서당계회도 (讀書堂契會圖) (Dokseodang gyehoedo (Gathering of Officials at Dokseodang Study))                                                                                                | 서울 관악구 관악로 1 서울대학교박물관                                                 | 서울대학교박물관        | 1986년 10월 15일 지정                                                      |      |
| 868호    |      | 성세창 제시 미원계회도 (成世昌 題詩 薇垣契會圖) (Miwon gyehoedo (Gathering of Officials of the Censor-general) with Seong Se-chang's Poem)                                                    | 서울 용산구 서빙고로 137, 국립중앙박물관 (용산동6가)                                  | 국립중앙박물관          | 1986년 10월 15일 지정                                                      |      |
| 869호    |      | 성세창 제시 하관계회도 (成世昌 題詩 夏官契會圖) (Hagwan gyehoedo (Gathering of Military Officials) with Seong Se-chang's Poem)                                                                | 서울 용산구 서빙고로 137, 국립중앙박물관 (용산동6가)                                  | 국립중앙박물관          | 1986년 10월 15일 지정                                                      |      |
| 870호    |      | 호조랑관계회도 (戶曹郞官契會圖) (Hojo nanggwan gyehoedo (Gathering of Fiscal Officials)) | 서울 용산구 서빙고로 137, 국립중앙박물관 (용산동6가)                                  | 국립중앙박물관          | 1986년 10월 15일 지정                                                      |      |
| 871호    |      | 연정계회도 (蓮亭契會圖) (Yeonjeong gyehoedo (Gathering of Officials at Lotus Pavilion)) | 서울 용산구 서빙고로 137, 국립중앙박물관 (용산동6가)                                  | 국립중앙박물관          | 1986년 10월 15일 지정                                                      |      |
| 872호    |      | 이현보초상 (李賢輔肖像) (Portrait of Yi Hyeon-bo) | 경북 안동시                                                                           | 한국국학진흥원          | 1986년 10월 15일 지정                                                      |      |
| 873호    |      | 정선필 육상묘도 (鄭敾筆 毓祥廟圖) (Yuksangmyodo (Yuksangmyo Shrine) by Jeong Seon) | 서울 강남구                                                                           | 이창용                  | 1986년 10월 15일 지정                                                      |      |
| 874호    |      | 이충원 호성공신교서 (李忠元 扈聖功臣敎書) (Royal Certificate of Meritorious Subject Issued to Yi Chung-won)                                                                                   | 경기 성남시 분당구 하오개로 323, 한국학중앙연구원 (운중동)                            | 한국학중앙연구원        | 1986년 10월 15일 지정                                                      |      |
| 875-1호  |      | 상교정본자비도량참법 권7~10 (詳校正本慈悲道場懺法 卷七∼十) (Jabi doryang chambeop (Repentance Ritual of the Great Compassion), Revised Version, Volumes 7-10)                                 | 전남 보성군                                                                           | 우***                   | 1986년 10월 15일 지정 2019년 1월 3일 번호 변경                             |      |
| 875-2호  |      | 상교정본자비도량참법 권1~3 (詳校正本慈悲道場懺法 卷一~三) (Jabi doryang chambeop (Repentance Ritual of the Great Compassion), Revised Version, Volumes 1-3)                                   | 서울 관악구 남부순환로152길 53, 호림박물관 (신림동,호림박물관)                        | 호림박물관              | 1993년 9월 10일 지정 2019년 1월 3일 번호 변경                              |      |
| 875-3호  |      | 상교정본자비도량참법 권3 (詳校正本慈悲道場懺法 卷三) (Jabi doryang chambeop (Repentance Ritual of the Great Compassion), Revised Version, Volumes 3)                                          | 서울 동작구 서달로 50-26                                                              | 대한불교조계종 달마사   | 2019년 1월 3일 지정                                                        |      |
| 876호    |      | 재령이씨 영해파 종가 고문서 (載寧李氏 寧海派 宗家 古文書) (Documents of the Yeonghae Branch of the Jaeryeong Yi Clan)                                                                         | 경북 안동시 도산면 퇴계로 1997 한국국학진흥원                                         | 한국국학진흥원          | 1986년 10월 15일 지정                                                      |      |
| 877호    |      | 금강반야바라밀경 (金剛般若波羅密經) (Vajracchedika prajnaparamita Sutra (The Diamond Sutra))                                                                                                  | 서울 종로구                                                                           | 김종규                  | 1986년 10월 15일 지정                                                      |      |
| 878호    |      | 대동운부군옥목판 및 고본 (大東韻府群玉木板 및 稿本) (Printing Woodblocks and Manuscripts of Daedong unbu gunok (Encyclopedia of Korea, Arranged by the Rhymes of the Entries))                | 경북 예천군                                                                           | 권영기                  | 1986년 10월 15일 지정                                                      |      |
| 879호    |      | 권문해 초간일기 (權文海 草澗日記) (Chogan ilgi (Diary of Chogan) by Gwon Mun-hae) | 경북 예천군                                                                           | 권영기                  | 1986년 10월 15일 지정                                                      |      |
| 880호    |      | 이탁영 정만록 (李擢英 征蠻錄) (Jeongmallok (Record of the Conquest of Barbarians) by Yi Tak-yeong)                                                                                            | 경북 안동시 도산면 퇴계로 1997 한국국학진흥원                                         | 한국국학진흥원          | 1986년 10월 15일 지정                                                      |      |
| 881호    |      | 장말손유품 (狀末孫遺品) (Relics Related to Jang Mal-son) | 경북 영주시                                                                           | 장덕필                  | 1986년 10월 15일 지정                                                      |      |
| 881-1호  |      | 장말손 유품 - 6공신회맹록 (張末孫 遺品 - 六功臣會盟錄) | 경북 영주시 장수면 화기리 18                                                          | 장덕필                  | 1986년 10월 15일 지정                                                      |      |
| 881-2호  |      | 장말손 유품 - 패도 (張末孫 遺品 - 佩刀) | 경북 영주시                                                                           | 장덕필                  | 1986년 10월 15일 지정                                                      |      |
| 882호    |      | 곤여전도 목판 (坤輿全圖 木板) (Printing Woodblocks of Gonyeo jeondo (Complete Map of the World by Ferdinand Verbiest))                                                                        | 서울 관악구 관악로 1, 박물관 (신림동,서울대학교)                                      | 서울대학교박물관        | 1986년 11월 29일 지정                                                      |      |
| 883호    |      | 지구의 (地球儀) (Terrestrial Globe) | 서울 동작구 상도로 369, 한국기독교 박물관 (상도동,숭실대학교)                         | 숭실대학교              | 1986년 11월 29일 지정                                                      |      |
| 884호    |      | 삼안총 (三眼銃) (Three Barrel Gun) | 경북 경주시 일정로 186, 국립경주박물관 (인왕동,국립경주박물관)                        | 국립경주박물관          | 1986년 11월 29일 지정                                                      |      |
| 885호    |      | 현자총통 (玄字銃筒) (Hyeonja Chongtong Gun) | 경남 진주시 남강로 626-35, 국립진주박물관 (남성동,진주성)                             | 국립진주박물관          | 1986년 11월 29일 지정                                                      |      |
| 886호    |      | 황자총통 (黃字銃筒) (Hwangja Chongtong Gun) | 서울 용산구 서빙고로 137, 국립중앙박물관 (용산동6가)                                  | 국립중앙박물관          | 1986년 11월 29일 지정                                                      |      |
| 887호    |      | 감지금니대반야바라밀다경 권175 (紺紙金泥大般若波羅蜜多經 卷一百七十五) (Transcription of Maha prajnaparamita Sutra (Perfection of Transcendental Wisdom) in Gold on Indigo Paper, Volume 175) | 서울 용산구 이태원로55길 60-16, 삼성미술관 리움 (한남동)                              | 삼성미술관 리움         | 1986년 11월 29일 지정                                                      |      |
| 888호    |      | 종문원상집 (宗門圓相集) (Jongmunwonsangjip (Rules of Zen Buddhism)) | 서울 서대문구 충정로9길 10-10, (재)아단문고 (충정로2가)                               | (재)아단문고            | 1986년 11월 29일 지정                                                      |      |
| 889호    |      | 영가진각대사증도가 (永嘉眞覺大師證道歌) (Yeongga Jingakdaesa jeungdoga (Song of Enlightenment))                                                                                               | 서울 서대문구 충정로9길 10-10, (재)아단문고 (충정로2가)                               | (재)아단문고            | 1986년 11월 29일 지정                                                      |      |
| 890호    |      | 주인왕호국반야경 권1~4 (注仁王護國般若經 卷一∼四) (Inwang hoguk banyagyeong (Annotated Humane King Sutra), Volumes 1-4)                                                                       | 서울 서대문구 충정로9길 10-10, (재)아단문고 (충정로2가)                               | (재)아단문고            | 1986년 11월 29일 지정                                                      |      |
| 891호    |      | 대방광불화엄경소 권42 (大方廣佛華嚴經疏 卷四十二) (Commentary on the Avatamsaka Sutra (The Flower Garland Sutra), Volume 42)                                                                  | 서울 서대문구 충정로9길 10-10, (재)아단문고 (충정로2가)                               | (재)아단문고            | 1986년 11월 29일 지정                                                      |      |
| 892호    |      | 대방광불화엄경소 권28~30, 권100~102 (大方廣佛華嚴經疏 卷二十八∼三十, 卷一百∼一百二) (Commentary on the Avatamsaka Sutra (The Flower Garland Sutra), Volumes 28-30 and 100-102)                | 서울 서대문구 충정로9길 10-10, (재)아단문고 (충정로2가)                               | (재)아단문고            | 1986년 11월 29일 지정                                                      |      |
| 893호    |      | 대방광원각략소주경 권상 (大方廣圓覺略疏注經 卷上) (Annotated Mahavaipulya purnabudha Sutra (The Complete Enlightenment Sutra), Volume 1)                                                      | 서울 서대문구 충정로9길 10-10, (재)아단문고 (충정로2가)                               | (재)아단문고            | 1986년 11월 29일 지정                                                      |      |
| 894-1호  |      | 주범망경 (注梵網經) (Annotated Brahmajala Sutra (The Sutra of Brahma’s Net)) | 서울 서대문구 충정로9길 10-10, (재)아단문고 (충정로2가)                               | (재)아단문고            | 1986년 11월 29일 지정                                                      |      |
| 895호    |      | 제왕운기 (帝王韻紀) (Jewang ungi (Songs of Emperors and Kings)) | 서울 중구 필동로 1길 30 동국대학교도서관                                              | 동국대학교도서관        | 1986년 11월 29일 지정                                                      |      |
| 896호    |      | 권벌 종가 전적 (權橃 宗家 典籍) (Books of Gwon Beol’s Family) | 경북 봉화군 봉화읍 충재길 44, 충재박물관 (유곡리)                                     | 충재박물관              | 1986년 11월 29일 지정                                                      |      |
| 896-1호  |      | 권벌 종가 전적-우향계축 (權橃 宗家 典籍-友鄕契軸) | 경북 봉화군                                                                           | 충재박물관              | 1986년 11월 29일 지정                                                      |      |
| 896-2호  |      | 권벌 종가 전적-홍치9년병진윤3월사마방목 (權橃 宗家 典籍-弘治9年丙辰閏3月司馬榜目) | 경북 봉화군                                                                           | 충재박물관              | 1986년 11월 29일 지정                                                      |      |
| 896-3호  |      | 권벌 종가 전적-정덕2년3월문무잡과방목 (權橃 宗家 典籍-正德二年三月文武雜科榜目) | 경북 봉화군                                                                           | 충재박물관              | 1986년 11월 29일 지정                                                      |      |
| 896-4호  |      | 권벌 종가 전적-광국원종공신녹권 (權橃 宗家 典籍-光國原從功臣錄券) | 경북 봉화군                                                                           | 충재박물관              | 1986년 11월 29일 지정                                                      |      |
| 896-5호  |      | 권벌 종가 전적-신편고금사문유취 (權橃 宗家 典籍-新編古今事文類聚) | 경북 봉화군                                                                           | 충재박물관              | 1986년 11월 29일 지정                                                      |      |
| 896-6호  |      | 권벌 종가 전적-역학계몽요해 (權橃 宗家 典籍-易學啓蒙要解) | 경북 봉화군                                                                           | 충재박물관              | 1986년 11월 29일 지정                                                      |      |
| 896-7호  |      | 권벌 종가 전적-대학연의보 (權橃 宗家 典籍-大學衍義補) | 경북 봉화군                                                                           | 충재박물관              | 1986년 11월 29일 지정                                                      |      |
| 896-8호  |      | 권벌 종가 전적-근사록 (權橃 宗家 典籍-近思錄) | 경북 봉화군                                                                           | 충재박물관              | 1986년 11월 29일 지정                                                      |      |
| 896-9호  |      | 권벌 종가 전적-주자대전 (權橃 宗家 典籍-朱子大全) | 경북 봉화군                                                                           | 충재박물관              | 1986년 11월 29일 지정                                                      |      |
| 896-10호 |      | 권벌 종가 전적-유향설원 (權橃 宗家 典籍-劉向說苑) | 경북 봉화군                                                                           | 충재박물관              | 1986년 11월 29일 지정                                                      |      |
| 896-11호 |      | 권벌 종가 전적-을사정난기 (權橃 宗家 典籍-乙巳定難記) | 경북 봉화군                                                                           | 충재박물관              | 1986년 11월 29일 지정                                                      |      |
| 896-12호 |      | 권벌 종가 전적-충재일기 (權橃 宗家 典籍-沖齋日記) | 경북 봉화군                                                                           | 충재박물관              | 1986년 11월 29일 지정                                                      |      |
| 896-13호 |      | 권벌 종가 전적-춘양일기 (權橃 宗家 典籍-春陽日記) | 경북 봉화군                                                                           | 충재박물관              | 1986년 11월 29일 지정                                                      |      |
| 896-14호 |      | 권벌 종가 전적-심경 (權橃 宗家 典籍-心經) | 경북 봉화군                                                                           | 충재박물관              | 1986년 11월 29일 지정                                                      |      |
| 896-15호 |      | 권벌 종가 전적-근사록 (權橃 宗家 典籍-近思錄) | 경북 봉화군                                                                           | 충재박물관              | 1986년 11월 29일 지정                                                      |      |
| 897호    |      | 조흡 고신왕지 (曺恰 告身王旨) (Royal Edict of Appointment Issued to Jo Heup) | 서울 용산구 서빙고로 137, 국립중앙박물관 (용산동6가)                                  | 국립중앙박물관          | 1986년 11월 29일 지정                                                      |      |
| 898호    |      | 조흡 고신왕지 (曺恰 告身王旨) (Royal Edict of Appointment Issued to Jo Heup) | 서울 중구 필동로 1길 30 동국대학교도서관                                              | 동국대학교도서관        | 1986년 11월 29일 지정                                                      |      |
| 899호    |      | 조흡 사패왕지 (曺恰 賜牌王旨) (Royal Edict Awarding Land and Slaves to Jo Heup) | 서울 중구 필동로 1길 30 동국대학교도서관                                              | 동국대학교도서관        | 1986년 11월 29일 지정                                                      |      |
| 900호    |      | 부안김씨 종중 고문서 일괄 (扶安金氏 宗中 古文書 一括) (Documents of the Buan Kim Clan) | 전북 부안군                                                                           | 김종덕                  | 1986년 11월 29일 지정                                                      |      |
| 901호    |      | 권벌 종가 고문서 (權橃 宗家 古文書) (Documents of Gwon Beol’s Family) | 경북 봉화군                                                                           | 권정우                  | 1986년 11월 29일 지정                                                      |      |
| 902호    |      | 권벌 종가 유묵 (權橃 宗家 遺墨) (Calligraphy of Gwon Beol’s Family) | 경북 봉화군                                                                           | 권정우                  | 1986년 11월 29일 지정                                                      |      |
| 903호    |      | 청자 상감매죽학문 매병 (靑磁 象嵌梅鳥竹文 梅甁) (Celadon Prunus Vase with Inlaid Plum, Bamboo, and Crane Design)                                                                              | 서울 서초구 서빙고로 137, 국립중앙박물관                                              | 국립중앙박물관          | 1986년 11월 29일 지정                                                      |      |

### 1987년 지정
| 번호    | 사진 | 명칭 | 소재지                                                        | 관리자 (단체)                       | 지정일                                                           | 참조 |
| 904호   |      | 고대 그리스 청동 투구 (古代 그리스 靑銅 冑) (Ancient Greek Bronze Helmet) | 서울 용산구 서빙고로 137, 국립중앙박물관 (용산동 6가)         | 국립중앙박물관                      | 1987년 3월 7일 지정                                              |      |
| 905호   |      | 김성일 종가 전적 (金誠一 宗家 典籍) (Ancient Greek Bronze Helmet) | 경북 안동시                                                   | 김종길                              | 1987년 3월 7일 지정                                              |      |
| 906호   |      | 김성일 종가 고문서 (金誠一 宗家 古文書) (Documents of Kim Seong-il’s Family) | 경북 안동시                                                   | 김종길                              | 1987년 3월 7일 지정                                              |      |
| 907호   |      | 경주 남사리 삼층석탑 (慶州 南莎里 三層石塔) (Three-story Stone Pagoda in Namsa-ri, Gyeongju) | 경북 경주시 현곡면 남사리 234-2                               | 경주시                              | 1987년 3월 9일 지정, 2010년 12월 27일 명칭변경                   |      |
| 908호   |      | 경주 용명리 삼층석탑 (慶州 龍明里 三層石塔) (Three-story Stone Pagoda in Yongmyeong-ri, Gyeongju) | 경북 경주시 건천읍 용명리 856-7                               | 경주시                              | 1987년 3월 9일 지정, 2010년 12월 27일 명칭변경                   |      |
| 909호   |      | 경주 남간사지 당간지주 (慶州 南澗寺址 幢竿支柱) (Flagpole Supports at Namgansa Temple Site, Gyeongju) | 경북 경주시 탑동 858-6                                        | 경주시                              | 1987년 3월 9일 지정, 2010년 12월 27일 명칭변경                   |      |
| 910호   |      | 경주 보문사지 연화문 당간지주 (慶州 普門寺址 蓮華文 幢竿支柱) (Flagpole Supports with Lotus Design at Bomunsa Temple Site, Gyeongju)                                                                      | 경북 경주시 보문동 752-2                                      | 경주시                              | 1987년 3월 9일 지정, 2010년 12월 27일 명칭변경                   |      |
| 911호   |      | 경주 석굴암 삼층석탑 (慶州 石窟庵 三層石塔) (Three-story Stone Pagoda Near Seokguram Grotto, Gyeongju) | 경북 경주시 불국로 873-243 (진현동)                           | 석굴암                              | 1987년 3월 9일 지정, 2010년 12월 27일 명칭변경                   |      |
| 912호   |      | 경주 마동 삼층석탑 (慶州 馬洞 三層石塔) (Three-story Stone Pagoda in Ma-dong, Gyeongju) | 경북 경주시 마동 101-2,101-3                                  | 경주시                              | 1987년 3월 9일 지정, 2010년 12월 27일 명칭변경                   |      |
| 913호   |      | 경주 남산 용장사지 마애여래좌상 (慶州 南山 茸長寺址 磨崖如來坐像) (Rock-carved Seated Buddha at Yongjangsa Temple Site in Namsan Mountain, Gyeongju)                                                      | 경북 경주시 내남면 용장리 산1-1                               | 경주시                              | 1987년 3월 9일 지정, 2010년 8월 25일 명칭 변경                   |      |
| 914호   |      | 정읍 보화리 석조이불입상 (井邑 普化里 石造二佛立像) (Two Stone Standing Buddhas in Bohwa-ri, Jeongeup) | 전북 정읍시 소성면 보화리 116, 110-5, 110-6                   | 정읍시                              | 1987년 3월 9일 지정, 2010년 8월 25일 명칭 변경                   |      |
| 915호   |      | 보은 법주사 대웅보전 (報恩 法住寺 大雄寶殿) (Daeungbojeon Hall of Beopjusa Temple, Boeun) | 충북 보은군 속리산면 법주사로 379, 법주사 (사내리)            | 법주사                              | 1987년 3월 9일 지정                                              |      |
| 916호   |      | 보은 법주사 원통보전 (報恩 法住寺 圓通寶殿) (Wontongbojeon Hall of Beopjusa Temple, Boeun) | 충북 보은군 속리산면 법주사로 379, 법주사 (사내리)            | 법주사                              | 1987년 3월 9일 지정                                              |      |
| 917호   |      | 배자예부운략 목판 (排字禮部韻略 木板) (Printing Woodblocks of Baeja yebu ullyak (Concise Rhymes of the Ministry of Rites))                                                                                | 경북 안동시 도산면 퇴계로 1997 한국국학진흥원                 | 한국국학진흥원                      | 1987년 7월 16일 지정                                             |      |
| 918호   |      | 묘법연화경 권7 (妙法蓮華經 卷七) (Saddharmapundarika Sutra (The Lotus Sutra), Volume 7) | 서울 서대문구 충정로9길 10-10, (재)아단문고 (충정로2가)       | (재)아단문고                        | 1987년 7월 16일 지정                                             |      |
| 919호   |      | 범망경 및 금강반야바라밀경 (梵網經 및 金剛般若波羅蜜經) (Brahmajala Sutra (The Sutra of Brahma's Net) and Prajnaparamita Sutra (The Diamond Sutra))                                                       | 서울 서대문구 충정로9길 10-10, (재)아단문고 (충정로2가)       | (재)아단문고                        | 1987년 7월 16일 지정                                             |      |
| 920호   |      | 불설대보부모은중경 (佛說大報父母恩重經) (Bulseol daebo bumo eunjunggyeong (Sakyamuni's Teaching on Parental Love))                                                                                        | 서울 서대문구 충정로9길 10-10, (재)아단문고 (충정로2가)       | (재)아단문고                        | 1987년 7월 16일 지정                                             |      |
| 921호   |      | 진실주집 (眞實珠集) (Jinsiljujip (Book of True Pearls)) | 서울 서대문구 충정로9길 10-10, (재)아단문고 (충정로2가)       | (재)아단문고                        | 1987년 7월 16일 지정                                             |      |
| 921-3호 |      | 진실주집 (眞實珠集) (Jinsiljujip (Book of True Pearls)) | 부산 남구 유엔평화로 63 (대연동, 부산박물관)                  | 삼광사                              | 2015년 4월 22일 지정                                             |      |
| 922호   |      | 상주 남장사 보광전 목각아미타여래설법상 (尙州 南長寺 普光殿 木刻阿彌陀如來說法像) (Wooden Amitabha Buddha Altarpiece in Bogwangjeon Hall of Namjangsa Temple, Sangju)                                     | 경북 상주시 남장1길 259-22, 남장사 (남장동)                   | 남장사                              | 1987년 7월 16일 지정                                             |      |
| 923호   |      | 상주 남장사 관음선원 목각아미타여래설법상 (尙州 南長寺 觀音禪院 木刻阿彌陀如來說法像) (Wooden Amitabha Buddha and Bodhisattvas Altarpiece at Gwaneumseonwon Hermitage of Namjangsa Temple, Sangju)        | 경북 상주시 남장1길 303 남장사 관음선원 (남장동)              | 남장사 (관음선원)                   | 1987년 7월 16일 지정                                             |      |
| 924호   |      | 천은사극락전아미타후불탱화 (泉隱寺極樂殿阿彌陀後佛幀畵) (Hanging Scroll Behind the Amitabha Buddha in Geungnakjeon Hall of Cheoneunsa Temple)                                                             | 전남 구례군 광의면 노고단로 209, 천은사 (방광리)              | 천은사                              | 1987년 7월 16일 지정                                             |      |
| 925호   |      | 쌍계사팔상전영산회상도 (雙溪寺八相殿靈山會相圖) (Buddhist Painting in Palsangjeon Hall of Ssanggyesa Temple (The Vulture Peak Assembly))                                                                  | 경남 하동군 화개면 쌍계사길 59, 쌍계사 (운수리)               | 쌍계사                              | 1987년 7월 16일 지정                                             |      |
| 926호   |      | 수월관음보살도 (水月觀音菩薩圖) (Painting of Avalokitesvara Bodhisattva) | 서울 용산구 이태원로55길 60-16, 삼성미술관 리움 (한남동)      | 삼성미술관 리움                     | 1987년 7월 16일 지정                                             |      |
| 927호   |      | 금동관음보살입상 (金銅觀音菩薩立像) (Gilt-bronze Standing Avalokitesvara Bodhisattva) | 서울 용산구 이태원로55길 60-16, 삼성미술관 리움 (한남동)      | 삼성미술관 리움                     | 1987년 7월 16일 지정                                             |      |
| 928호   |      | 남양주 봉인사 부도암지 사리탑 및 사리장엄구 (南楊州 奉印寺 浮圖庵址 舍利塔 및 舍利莊嚴具) (Stupa and Reliquaries from Budoam Hermitage Site of Bonginsa Temple, Namyangju)                                | 서울 용산구 서빙고로 137, 국립중앙박물관 (용산동6가)          | 국립중앙박물관                      | 1987년 7월 29일 지정, 2010년 12월 27일 명칭변경                  |      |
| 929호   |      | 기사계첩 (耆社契帖) (Gisa gyecheop (Album of Paintings of the Gathering of Elders)) | 서울 용산구 서빙고로 137, 국립중앙박물관 (용산동6가)          | 국립중앙박물관                      | 1987년 12월 26일 지정, 2019년 3월 6일 해제, 국보 제325호로 승격  |      |
| 930호   |      | 이경석 궤장 및 사궤장 연회도 화첩 (李景奭 几杖 및 賜几杖 宴會圖 畵帖) (Staff and Chair of Yi Gyeong-seok and Paintings of the Conferment Banquet)                                                         | 경기 용인시 기흥구 상갈로 6, 경기도박물관 (상갈동)            | 경기도박물관                        | 1987년 12월 26일 지정                                            |      |
| 931호   |      | 조선태조어진 (朝鮮太祖御眞) (Portrait of King Taejo of Joseon) | 전북 전주시 완산구 태조로 44 어진박물관                       | 어진박물관                          | 1987년 12월 26일 지정, 2012년 6월 29일 해제, 국보 제317호로 승격 |      |
| 932호   |      | 영조어진 (英祖御眞) (Portrait of King Yeongjo) | 서울 종로구 효자로 12, 국립고궁박물관 (세종로,국립고궁박물관) | 국립고궁박물관                      | 1987년 12월 26일 지정                                            |      |
| 933호   |      | 지장보살본원경 (地藏菩薩本願經) (Ksitigarbha pranidhana Sutra (Great Vows of Ksitigarbha Bodhisattva)) | 경기 용인시 처인구 포곡읍 에버랜드로 562번길 38 호암미술관    | 호암미술관                          | 1987년 12월 26일 지정                                            |      |
| 934호   |      | 목우자수심결 및 사법어(언해) (牧牛子修心訣 및 四法語(諺解)) (Moguja susimgyeol (Golden Teachings on Mind Cultivation) and Sabeobeo (Four Dharma-words), Korean Translation)                               | 서울 용산구                                                   | 삼＊＊＊                            | 1987년 12월 26일 지정                                            |      |
| 935호   |      | 월인석보 권11, 12 (月印釋譜 卷十一, 十二) (Worin seokbo (Episodes from the Life of Sakyamuni Buddha), Volumes 11 and 12)                                                                                  | 서울 용산구 이태원로55길 60-16, 삼성미술관 리움 (한남동)      | 삼성미술관 리움                     | 1987년 12월 26일 지정                                            |      |
| 936-1호 |      | 묘법연화경 권6~7 (妙法蓮華經 卷六~七) (Saddharmapundarika Sutra (The Lotus Sutra), Volumes 6 and 7) | 서울 용산구 이태원로55길 60-16, 삼성미술관 리움 (한남동)      | 이태원로 55길 60-16 삼성미술관 리움 | 1987년 12월 26일 지정                                            |      |
| 936-2호 |      | 묘법연화경 권6~7 (妙法蓮華經 卷六~七) (Saddharmapundarika Sutra (The Lotus Sutra), Volumes 6 and 7) | 서울 용산구 이태원로55길 60-16, 삼성미술관 리움 (한남동)      | 이태원로 55길 60-16 삼성미술관 리움 | 1987년 12월 26일 지정                                            |      |
| 937호   |      | 상교정본자비도량참법 권10 (詳校正本慈悲道場懺法 卷十) (Jabi doryang chambeop (Repentance Ritual of the Great Compassion), Revised Version, Volume 10)                                                     | 서울 용산구 이태원로55길 60-16, 삼성미술관 리움 (한남동)      | 삼성미술관 리움                     | 1987년 12월 26일 지정                                            |      |
| 938호   |      | 대방광원각략소주경 권상의2 (大方廣圓覺略疏注經 卷上之二) (Annotated Mahavaipulya purnabudha Sutra (The Complete Enlightenment Sutra), Part 2 of Volume 1)                                                 | 서울 용산구 이태원로55길 60-16, 삼성미술관 리움 (한남동)      | 삼성미술관 리움                     | 1987년 12월 26일 지정                                            |      |
| 939호   |      | 대불정여래밀인수증료의제보살만행수능엄경 권4~7, 8~10 (大佛頂如來密因修證了義諸菩薩萬行首楞嚴經 卷四∼七, 八∼十) (Shurangama Sutra (The Sutra of the Heroic One), Korean Translation, Volumes 4-7 and 8-10) | 서울 용산구 이태원로55길 60-16, 삼성미술관 리움 (한남동)      | 삼성미술관 리움                     | 1987년 12월 26일 지정                                            |      |
| 940호   |      | 백지묵서지장보살본원경 (白紙墨書地藏菩薩本願經) (Transcription of Ksitigarbha pranidhana Sutra (Great Vows of Ksitigarbha Bodhisattva) in Ink on White Paper)                                             | 서울 용산구 이태원로 55길 60-16 삼성미술관 리움               | 삼성미술관 리움                     | 1987년 12월 26일 지정                                            |      |
| 941-1호 |      | 선조어서사송언신밀찰첩 (宣祖御書賜宋言愼密札帖) (Letters of King Seonjo to Song Eon-sin and Portrait of Song Eon-sin)                                                                                     | 경기 용인시 기흥구 상갈로 6, 경기도박물관 (상갈동)            | 경기도박물관                        | 1987년 12월 26일 지정                                            |      |
| 942호   |      | 황진가 고문서 (黃進家 古文書) (Documents of Hwang Jin’s Family) | 전북 남원시                                                   | 대산면사무소, 황의명, 이기순        | 1987년 12월 26일 지정                                            |      |

### 1988년 지정
| 번호    | 사진 | 명칭 | 소재지                                                                       | 관리자 (단체)       | 지정일                                                | 참조 |
| 943호   |      | 보성 우천리 삼층석탑 (寶城 牛川里 三層石塔) (Three-story Stone Pagoda in Ucheon-ri, Boseong) | 전남 보성군 조성면 우천리 326-17                                             | 보성군              | 1988년 4월 1일 지정, 2010년 12월 27일 명칭변경        |      |
| 944호   |      | 보성 유신리 마애여래좌상 (寶城 柳新里 磨崖如來坐像) (Rock-carved Seated Buddha in Yusin-ri, Boseong) | 전남 보성군 율어면 유신길 195 (유신리)                                       | 보성군              | 1988년 4월 1일 지정                                   |      |
| 945호   |      | 순천 금둔사지 삼층석탑 (順天 金芚寺址 三層石塔) (Three-story Stone Pagoda at Geumdunsa Temple Site, Suncheon) | 전남 순천시 낙안면 상송리 산2-1 금둔사                                       | 금둔사              | 1988년 4월 1일 지정, 2010년 12월 27일 명칭변경        |      |
| 946호   |      | 순천 금둔사지 석조불비상 (順天 金芚寺址 石造佛碑像) (Stone Stele at Geumdunsa Temple Site, Suncheon) | 전남 순천시 낙안면 상송리 산2-1 금둔사                                       | 순천시              | 1988년 4월 1일 지정, 2010년 8월 25일 명칭 변경        |      |
| 947호   |      | 해남 미황사 대웅전 (海南 美黃寺 大雄殿) (Daeungjeon Hall of Mihwangsa Temple, Haenam) | 전남 해남군 송지면 미황사길 164, 미황사 (서정리)                             | 미황사              | 1988년 4월 1일 지정                                   |      |
| 948-1호 |      | 대불정여래밀인수증요의제보살만행수능엄경(언해) 권3 (大佛頂如來密因修證了義諸菩薩萬行首楞嚴經(諺解) 卷三) (Shurangama Sutra (The Sutra of the Heroic One), Korean Translation, Volume 3) | 서울 중구 필동로 1길 30 동국대학교박물관                                     | 동국대학교박물관    | 1988년 6월 16일 지정                                  |      |
| 948-2호 |      | 대불정여래밀인수증요의제보살만행수능엄경(언해) 권3 (大佛頂如來密因修證了義諸菩薩萬行首楞嚴經(諺解) 卷3) (Shurangama Sutra (The Sutra of the Heroic One), Korean Translation, Volume 3) | 경기 성남시 분당구 쇳골북로32번길 6, 304동 104호 (금곡동,하이츠빌리지아파트) | 김창현              | 2010년 10월 25일 지정                                 |      |
| 949호   |      | 예념미타도량참법 (禮念彌陀道場懺法) (Yenyeom mita doryang chambeop (Contrition in the Name of Amitabha Buddha)) | 서울 용산구 서빙고로 137, 국립중앙박물관 (용산동6가)                         | 국립중앙박물관      | 1988년 6월 16일 지정                                  |      |
| 950호   |      | 묘법연화경 권5~7 (妙法蓮華經 卷五~七) (Saddharmapundarika Sutra (The Lotus Sutra), Volumes 5-7) | 서울 용산구 서빙고로 137, 국립중앙박물관 (용산동6가)                         | 국립중앙박물관      | 1988년 6월 16일 지정                                  |      |
| 951호   |      | 선조국문유서 (宣祖國文諭書) (Royal Edict of King Seonjo Written in Hangeul) | 부산 남구 유엔평화로 63, 부산시립박물관 (대연동,부산광역시시립박물관)        | 부산시립박물관      | 1988년 6월 16일 지정                                  |      |
| 952호   |      | 이광악 선무공신교서 (李光岳 宣武功臣敎書) (Royal Certificate of Meritorious Subject Issued to Yi Gwang-ak) | 충남 천안시 목천면 남화리 230 독립기념관                                     | 독립기념관          | 1988년 6월 16일 지정                                  |      |
| 953호   |      | 조숭 고신왕지 (趙崇 告身王旨) (Royal Edict of Appointment Issued to Jo Sung) | 서울 용산구 서빙고로 137 국립중앙박물관                                      | 국립중앙박물관      | 1988년 6월 16일 지정                                  |      |
| 954호   |      | 조서경 무과홍패 (趙瑞卿 武科紅牌) (Red Certificate of Passing the Military Service Examination Issued to Jo Seo-gyeong) | 서울 용산구 서빙고로 137 국립중앙박물관                                      | 국립중앙박물관      | 1988년 6월 16일 지정                                  |      |
| 955호   |      | 순천 선암사 삼층석탑 사리장엄구 (順天 仙巖寺 三層石塔 舍利莊嚴具) (Reliquaries from the Three-story Stone Pagoda of Seonamsa Temple, Suncheon) | 전남 순천시 승주읍 선암사길 450, 선암사 성보박물관 (죽학리)                  | 선암사              | 1988년 6월 16일 지정                                  |      |
| 956호   |      | 곡성 태안사 청동 대바라 (谷城 泰安寺 靑銅 大鈸鑼) (Bronze Cymbals of Taeansa Temple, Gokseong) | 전남 곡성군 죽곡면 태안로 622-215 (원달리)                                   | 태안사              | 1988년 6월 16일 지정                                  |      |
| 957호   |      | 김일손 거문고 (金馹孫 琴) (Kim Il-son's Geomungo) | 대구 수성구 청호로 321 국립대구박물관                                        | 국립대구박물관      | 1988년 6월 16일 지정                                  |      |
| 958호   |      | 경주 기림사 소조비로자나삼불좌상 (慶州 祇林寺 塑造毘盧遮那三佛坐像) (Clay Seated Vairocana Buddha Triad of Girimsa Temple, Gyeongju) | 경북 경주시 양북면 호암리 420 기림사                                         | 기림사              | 1988년 11월 4일 지정                                  |      |
| 959호   |      | 경주 기림사 소조비로자나불 복장전적 (慶州 祇林寺 塑造毘盧舍那佛 腹藏典籍) (Excavated Documents from the Clay Vairocana of Girimsa Temple, Gyeongju) | 경북 경주시 양북면 호암리 420 기림사                                         | 기림사              | 1988년 11월 4일 지정                                  |      |
| 961-1호 |      | 묘법연화경 권4~7 (妙法蓮華經 卷四~七) (Saddharmapundarika Sutra (The Lotus Sutra), Volumes 4-7) | 경남 김해시 대동면 대동로529번길 83, 원명사 (초정리)                         | 원명사              | 1988년 12월 28일 지정, 2013년 11월 13일 지정번호 변경 |      |
| 961-2호 |      | 묘법연화경 권4~7 (妙法蓮華經 卷四~七) (Saddharmapundarika Sutra (The Lotus Sutra), Volumes 4-7) | 경상남도 창원시 진해구 충장로 345번길 38-7(경화동) 정암사                    | 맹인호              | 2013년 11월 13일 지정                                 |      |
| 961-3호 |      | 묘법연화경 권4~7 (妙法蓮華經 卷四~七) (Saddharmapundarika Sutra (The Lotus Sutra), Volumes 4-7) | 대구 달성군 옥포읍 용연사길 260                                              | 용연사              | 2014년 1월 20일 지정                                  |      |
| 962호   |      | 묘법연화경 권6~7 (妙法蓮華經 卷6~7) (Saddharmapundarika Sutra (The Lotus Sutra), Volumes 6 and 7) | 서울 서초구 바우뫼로7길 111, 관문사 (우면동)                                 | 관문사              | 1988년 12월 28일 지정                                 |      |
| 963호   |      | 대방광원각략소주경 권하 (大方廣圓覺略소注經 卷下) (Annotated Mahavaipulya purnabudha Sutra (The Complete Enlightenment Sutra), Volume 2) | 서울 서초구 바우뫼로7길 111 관문사                                           | 관문사 성보박물관   | 1988년 12월 28일 지정                                 |      |
| 964호   |      | 대방광불화엄경소 권41 (大方廣佛華嚴經疏 卷41) (Commentary on the Avatamsaka Sutra (The Flower Garland Sutra), Volume 41) | 서울 서초구 바우뫼로7길 111, 관문사 (우면동)                                 | 관문사              | 1988년 12월 28일 지정                                 |      |
| 965-1호 |      | 육경합부 (六經合部) (Yukgyeong hapbu (The Six Sutras)) | 서울 서대문구                                                                | 성룡사              | 1988년 12월 28일 지정                                 |      |
| 965-2호 |      | 육경합부 (六經合部) (Yukgyeong hapbu (The Six Sutras)) | 서울 종로구 효자로 12, 국립고궁박물관 (세종로,국립고궁박물관)                | 국립고궁박물관      | 2006년 1월 17일 지정                                  |      |
| 966호   |      | 지장보살본원경 (地藏菩薩本願經) (Ksitigarbha pranidhana Sutra (Great Vows of Ksitigarbha Bodhisattva)) | 서울 서초구 바우뫼로7길 111, 관문사 (우면동)                                 | 관문사              | 1988년 12월 28일 지정                                 |      |
| 967호   |      | 상설고문진보대전전집 권7~8 (詳說古文眞寶大全前集 卷七~八) (Sangseol gomun jinbo daejeon jeonjip (Collection of Literary Treasures), Volumes 7 and 8) | 서울 용산구 서빙고로 137, 국립중앙박물관 (용산동6가)                         | 국립중앙박물관      | 1988년 12월 28일 지정                                 |      |
| 968호   |      | 묘법연화경 권3 (妙法蓮華經 卷三) (Saddharmapundarika Sutra (The Lotus Sutra), Volume 3) | 서울 용산구 이태원로55길 60-16, 삼성미술관 리움 (한남동)                     | 삼성미술관 리움     | 1988년 12월 28일 지정                                 |      |
| 969호   |      | 재조본 유가사지론 권64 (再雕本 瑜伽師地論 卷六十四) (Yogacarabhumi Sastra (Discourse on the Stages of Yogic Practice), the Second Tripitaka Koreana Edition, Volume 64) | 서울 용산구 서빙고로 137, 국립중앙박물관 (용산동6가)                         | 국립중앙박물관      | 1988년 12월 28일 지정                                 |      |
| 970호   |      | 대방광원각수다라료의경(언해) 권상 1의1, 2의1~3, 권하1의1~2, 2의2~3 (大方廣圓覺修多羅了義經(諺解) 卷上 一之一, 二之一~三, 卷下 一之一~二, 二之二~三) (Mahavaipulya purnabudha Sutra (The Complete Enlightenment Sutra), Korean Translation, Part 1-1 and 2-1 to 2-3 of Volume 1, and Part 1-1 to 1-2 and 2-2 to 2-3 of Volume 2) | 서울 용산구 서빙고로 137, 국립중앙박물관 (용산동6가)                         | 국립중앙박물관      | 1988년 12월 28일 지정                                 |      |
| 971호   |      | 묘법연화경 권5~7 (妙法蓮華經 卷五~七) (Saddharmapundarika Sutra (The Lotus Sutra), Volumes 5-7) | 서울 용산구 서빙고로 137, 국립중앙박물관 (용산동6가)                         | 국립중앙박물관      | 1988년 12월 28일 지정                                 |      |
| 972호   |      | 재조본 유가사지론 권55 (再雕本 瑜伽師地論 卷五十五) (Yogacarabhumi Sastra (Discourse on the Stages of Yogic Practice), the Second Tripitaka Koreana Edition, Volume 55) | 서울 용산구 서빙고로 137, 국립중앙박물관 (용산동6가)                         | 국립중앙박물관      | 1988년 12월 28일 지정                                 |      |
| 973호   |      | 대불정여래밀인수증료의제보살만행수능엄경(언해) 권4, 7, 8 (大佛頂如來密因修證了義諸菩薩萬行首楞嚴經(諺解) 卷四, 七, 八) (Shurangama Sutra (The Sutra of the Heroic One), Korean Translation, Volumes 4, 7, and 8) | 서울 종로구 새문안로 55, 서울역사박물관 (신문로2가,서울역사박물관)           | 서울역사박물관      | 1988년 12월 28일 지정                                 |      |
| 974호   |      | 금강반야바라밀경 (金剛般若波羅蜜經) (Vajracchedika prajnaparamita Sutra (The Diamond Sutra)) | 서울 종로구 새문안로 55, 서울역사박물관 (신문로2가,서울역사박물관)           | 서울역사박물관      | 1988년 12월 28일 지정                                 |      |
| 975호   |      | 삼십분공덕소경 (三十分功德소經) (Samsipbun gongdeoksogyeong (Buddhist Invocations Reciting Names of 30 Bodhisattvas)) | 서울 종로구 새문안로 55, 서울역사박물관 (신문로2가,서울역사박물관)           | 서울역사박물관      | 1988년 12월 28일 지정                                 |      |
| 976호   |      | 상지은니묘법연화경 권5~6 (橡紙銀泥妙法蓮華經 卷五~六) (Transcription of Saddharmapundarika Sutra (The Lotus Sutra) in Silver on Oak Paper, Volumes 5 and 6) | 서울 용산구 서빙고로 137, 국립중앙박물관 (용산동6가)                         | 국립중앙박물관      | 1988년 12월 28일 지정                                 |      |
| 977호   |      | 묘법연화경 권7 (妙法蓮華經 卷七) (Saddharmapundarika Sutra (The Lotus Sutra), Volume 7) | 서울 강남구                                                                  | 코리아나 화장박물관 | 1988년 12월 28일 지정                                 |      |
| 978호   |      | 백지금니대방광불화엄경 주본 권29 (白紙金泥大方廣佛華嚴經 周本 卷二十九) (Transcription of Avatamsaka Sutra (The Flower Garland Sutra), Zhou Version, in Gold on White Paper, Volume 29) | 경기 용인시 처인구 용인대학로 134, 수장고 (삼가동)                           | 우학문화재단        | 1988년 12월 28일 지정                                 |      |

### 1989년 지정
| 번호     | 사진 | 명칭 | 소재지                                                           | 관리자 (단체)    | 지정일                                                                         | 참조 |
| 979호    |      | 공주 서혈사지 석조여래좌상 (公州 西穴寺址 石造如來坐像) (Stone Seated Buddha from Seohyeolsa Temple Site, Gongju) | 충남 공주시 관광단지길 34, 국립공주박물관 (웅진동)               | 국립공주박물관   | 1989년 4월 10일 지정, 2010년 8월 25일 명칭 변경                                |      |
| 980호    |      | 화성 봉림사 목조아미타여래좌상 (華城 鳳林寺 木造阿彌陀如來坐像) (Wooden Seated Amitabha Buddha of Bongnimsa Temple, Hwaseong) | 경기 화성시 주석로80번길 139, 봉림사 (북양동)                    | 봉림사           | 1989년 4월 10일 지정                                                           |      |
| 981호    |      | 하남 교산동 마애약사여래좌상 (河南 校山洞 磨崖藥師如來坐像) (Rock-carved Seated Bhaisajyaguru Buddha in Gyosan-dong, Hanam) | 경기 하남시 교산동 산10-3번지 선법사                             | 선법사           | 1989년 4월 10일 지정, 2010년 8월 25일 명칭 변경                                |      |
| 982호    |      | 이천 장암리 마애보살반가상 (利川 長岩里 磨崖菩薩半跏像) (Rock-carved Bodhisattva in Jangam-ri, Icheon) | 경기 이천시 마장면 서이천로 577-5 (장암리)                       | 이천시           | 1989년 4월 10일 지정, 2010년 8월 25일 명칭 변경                                |      |
| 983호    |      | 안성 봉업사지 석조여래입상 (安城 奉業寺址 石造如來立像) (Stone Standing Buddha from Bongeopsa Temple Site, Anseong) | 경기 안성시 죽산면 칠장로 399-18, 칠장사 (칠장리)                | 칠장사           | 1989년 4월 10일 지정, 2010년 8월 25일 명칭 변경                                |      |
| 984호    |      | 영동 신항리 석조여래삼존입상 (永同 新項里 石造如來三尊立像) (Stone Standing Buddha Triad in Sinhang-ri, Yeongdong) | 충북 영동군 용산면 서신항길 135-8 (신항리)                       | 영동군           | 1989년 4월 10일 지정, 2010년 8월 25일 명칭 변경                                |      |
| 985호    |      | 청주 용화사 석조불상군 (淸州 龍華寺 石造佛像群) (Stone Buddhas of Yonghwasa Temple, Cheongju) | 충북 청주시 흥덕구 무심서로 565, 용화사 (사직동)                 | 용화사           | 1989년 4월 10일 지정, 2010년 8월 25일 명칭 변경                                |      |
| 986호    |      | 청양 운장암 금동보살좌상 (靑陽 雲藏庵 金銅菩薩坐像) (Gilt-bronze Seated Bodhisattva at Unjangam Hermitage, Cheongyang) | 충남 청양군 남양면 온암리 111-5 운장암                           | 운장암           | 1989년 4월 10일 지정                                                           |      |
| 987호    |      | 당진 신암사 금동여래좌상 (唐津 申庵寺 金銅如來坐像) (Gilt-bronze Seated Buddha of Sinamsa Temple, Dangjin) | 충남 당진시 송악읍 가교길 144-9, 신암사 (가교리)                 | 신암사           | 1989년 4월 10일 지정                                                           |      |
| 988호    |      | 군위 대율리 석조여래입상 (軍威 大栗里 石造如來立像) (Stone Standing Buddha in Daeyul-ri, Gunwi) | 대구 군위군 부계면 한밤8길 21-1, 대율사 (대율리)                 | 대율사           | 1989년 4월 10일 지정, 2010년 8월 25일 명칭 변경                                |      |
| 989-1호  |      | 예천 용문사 목조아미타여래삼존좌상 (醴泉 龍門寺 木造阿彌陀如來三尊坐像) (Wooden Seated Amitabha Buddha Triad of Yongmunsa Temple, Yecheon) | 경북 예천군 용문면 내지리 391 용문사                             | 용문사           | 1989년 4월 10일 지정                                                           |      |
| 989-2호  |      | 예천 용문사 목각아미타여래설법상 (醴泉 龍門寺 木刻阿彌陀如來說法像) (Wooden Amitabha Buddha Altarpiece of Yongmunsa Temple, Yecheon) | 경북 예천군 용문면 내지리 391 용문사                             | 용문사           | 1989년 4월 10일 지정                                                           |      |
| 990호    |      | 상주 남장사 철조비로자나불좌상 (尙州 南長寺 鐵造毘盧遮那佛坐像) (Iron Seated Vairocana Buddha of Namjangsa Temple, Sangju) | 경북 상주시 남장1길 259-22, 남장사 (남장동)                      | 남장사           | 1989년 4월 10일 지정                                                           |      |
| 991호    |      | 문경 대승사 금동관음보살좌상 (聞慶 大乘寺 金銅觀音菩薩坐像) (Gilt-bronze Seated Avalokitesvara Bodhisattva of Daeseungsa Temple, Mungyeong) | 경북 문경시 산북면 대승사길 283, 대승사 (전두리)                 | 대승사           | 1989년 4월 10일 지정                                                           |      |
| 992호    |      | 대구파계사건칠관음보살좌상및복장유물 (大邱把溪寺乾漆觀音菩薩坐像및腹藏遺物) (Dry-lacquered Seated Avalokitesvara Bodhisattva and Excavated Relics of Pagyesa Temple, Daegu)                                                                           | 대구 동구 파계로 741, 파계사 (중대동)                            | 파계사           | 1989년 4월 10일 지정                                                           |      |
| 993호    |      | 영덕 장륙사 건칠관음보살좌상 (盈德 莊陸寺 乾漆觀音菩薩坐像) (Dry-lacquered Seated Avalokitesvara Bodhisattva of Jangnyuksa Temple, Yeongdeok) | 경북 영덕군 창수면 장육사1길 172, 장육사 (갈천리)                | 장육사           | 1989년 4월 10일 지정                                                           |      |
| 994호    |      | 강화 백련사 철조아미타여래좌상 (江華 白蓮寺 鐵造阿彌陀如來坐像) (Iron Seated Amitabha Buddha of Baengnyeonsa Temple, Ganghwa) | 인천 강화군 하점면 고려산로61번길 270, 백련사 (부근리)           | 백련사           | 1989년 4월 10일 지정                                                           |      |
| 995호    |      | 봉화 축서사 석조비로자나불좌상 및 목조광배 (奉化 鷲棲寺 石造毘盧遮那佛坐像 및 木造光背) (Stone Seated Vairocana Buddha and Wooden Mandorla of Chukseosa Temple, Bonghwa)                                                                              | 경북 봉화군 물야면 월계길 739, 축서사 (개단리)                   | 축서사           | 1989년 4월 10일 지정, 2010년 8월 25일 명칭 변경                                |      |
| 996호    |      | 영주 비로사 석조아미타여래좌상 (榮州 毘盧寺 石造阿彌陀如來坐像) | 경북 영주시 풍기읍 삼가리 산17                                   | 비로사           | 1989년 4월 10일 지정, 2010년 8월 25일 번호·명칭 변경, 996-1호와 996-2호로 변경 |      |
| 996-1호  |      | 영주 비로사 석조아미타여래좌상 (榮州 毘盧寺 石造阿彌陀如來坐像) (Stone Seated Amitabha Buddha of Birosa Temple, Yeongju) | 경북 영주시 풍기읍 삼가리 산17                                   | 비로사           | 1989년 4월 10일 지정                                                           |      |
| 996-2호  |      | 영주 비로사 석조비로자나불좌상 (榮州 毘盧寺 石造毘盧遮那佛坐像) (Stone Seated Vairocana Buddha of Birosa Temple, Yeongju) | 경북 영주시 풍기읍 삼가리 산17                                   | 비로사           | 1989년 4월 10일 지정                                                           |      |
| 997호    |      | 봉화 북지리 석조반가상 (奉化 北枝里 石造半跏像) (Stone Buddha in Bukji-ri, Bonghwa) | 대구 북구 대학로 80, 경북대학교박물관 (산격동,경북대학교)        | 경북대학교박물관 | 1989년 4월 10일 지정                                                           |      |
| 998호    |      | 양산 미타암 석조아미타여래입상 (梁山彌陀庵 石造阿彌陀如來立像) (Stone Standing Amitabha Buddha at Mitaam Hermitage, Yangsan) | 경남 양산시 주진로 379-61, 미타암 (소주동)                       | 미타암           | 1989년 4월 10일 지정, 2010년 8월 25일 명칭 변경                                |      |
| 999호    |      | 합천 해인사 건칠희랑대사좌상 (陜川 海印寺 乾漆希朗大師坐像) (Dry-lacquered Seated Statue of Buddhist Monk Huirang at Haeinsa Temple, Hapcheon) | 경남 합천군 가야면 해인사길 122, 해인사 (치인리)                 | 해인사           | 1989년 4월 10일 지정                                                           |      |
| 1000호   |      | 서울 승가사 석조승가대사좌상 (서울 僧伽寺 石造僧伽大師坐像) (Stone Seated Statue of Buddhist Monk Seungga at Seunggasa Temple, Seoul) | 서울 종로구 구기동 산2-1                                         | 승가사           | 1989년 4월 10일 지정, 2010년 8월 25일 명칭 변경                                |      |
| 1001호   |      | 양산이씨 종가 고문서 (梁山李氏 宗家 古文書) (Documents of the Yangsan Yi Clan) | 경남 양산시 서일동4길 5-15 (중부동)                              | 이근수           | 1989년 5월 23일 지정                                                           |      |
| 1002호   |      | 권주 종가 문적 (權柱 宗家 文籍) (Documents of Gwon Ju’s Family) | 경북 안동시 도산면 퇴계로 1997 한국국학진흥원                    | 한국국학진흥원   | 1989년 5월 23일 지정                                                           |      |
| 1003호   |      | 조정 임진란기록 일괄 (趙靖 壬辰亂記錄 一括) (Jo Jeong's Diaries During the Imjin War) | 경북 상주시 사벌면 경천로 684, 상주박물관 (삼덕리)               | 상주박물관       | 1989년 5월 28일 지정                                                           |      |
| 1004-1호 |      | 조정 종가 문적 (趙靖 宗家 文籍) (Documents of Jo Jeong’s Family) | 경북 상주시 사벌면 경천로 684, 상주박물관 (삼덕리)               | 상주박물관       | 1989년 5월 23일 지정                                                           |      |
| 1004-2호 |      | 조정 종가 문적 (趙靖 宗家 文籍) (Documents of Jo Jeong’s Family) | 경북 상주시 사벌면 경천로 684, 상주박물관 (삼덕리)               | 상주박물관       | 1989년 5월 23일 지정                                                           |      |
| 1005호   |      | 장말손 종가 고문서 (張末孫 宗家 古文書) (Documents of Jang Mal-son’s Family) | 경북 영주시                                                      | 장덕필           | 1989년 5월 23일 지정                                                           |      |
| 1006호   |      | 이종주 고신왕지 및 이임 무과홍패 (李從周 告身王旨 및 李臨 武科紅牌) (Royal Edict of Appointment Issued to Yi Jong-ju and Red Certificate of Passing the Military Service Examination Issued to Yi Im)                                                 | 울산 남구 두왕로 277, 울산박물관 (신정동, 울산박물관)            | 울산박물관       | 1989년 5월 23일 지정                                                           |      |
| 1007호   |      | 조헌 관련 유품 (趙憲 關聯 遺品) (Relics Related to Jo Heon) | 충남 금산군 금성면 의총길 50, 칠백의총관리소 (의총리, 칠백의 총) | 칠백의총관리소   | 1989년 8월 1일 지정                                                            |      |
| 1008호   |      | 함양박씨 정랑공파 문중 전적 (咸陽朴氏 正郞公派 門中 典籍) (Books of the Jeongnanggong Branch of the Hamyang Bak Clan) | 경기 성남시                                                      | 박****           | 1989년 8월 1일 지정                                                            |      |
| 1009호   |      | 능성 쌍봉사 감역교지 (綾城 雙峰寺 減役敎旨) (Royal Edict of Labor Exemption Issued to Ssangbongsa Temple, Neungseong) | 서울 중구 필동로 1길 30 동국대학교도서관                         | 동국대학교도서관 | 1989년 8월 1일 지정                                                            |      |
| 1010호   |      | 묘법연화경(언해) 권1, 3, 4, 5, 6 (妙法蓮華經(諺解) 卷一, 三, 四, 五, 六) (Saddharmapundarika Sutra (The Lotus Sutra), Korean Translation, Volumes 1, 3, 4, 5, and 6)                                                                                  | 서울 서대문구 충정로9길 10-10, (재)아단문고 (충정로2가)          | (재)아단문고     | 1989년 8월 1일 지정                                                            |      |
| 1010-2호 |      | 묘법연화경(언해) 권1, 4 (妙法蓮華經(諺解) 卷一, 四) (Saddharmapundarika Sutra (The Lotus Sutra), Korean Translation, Volumes 1 and 4) | 경기 고양시 일산서구 탄현로 115-22, 원각사 (탄현동)              | 원각사           | 2010년 8월 25일 지정                                                           |      |
| 1011호   |      | 지장보살본원경 (地藏菩薩本願經) (Ksitigarbha pranidhana Sutra (Great Vows of Ksitigarbha Bodhisattva)) | 서울 서대문구 충정로9길 10-10, (재)아단문고 (충정로2가)          | (재)아단문고     | 1989년 8월 1일 지정                                                            |      |
| 1012호   |      | 몽산화상법어략록(언해) (Mongsanhwasang beobeo yangnok (Sermons of Buddhist Monk Mongsan with Commentaries in Korean)) | 서울 종로구 효자로 12, 국립고궁박물관 (세종로,국립고궁박물관)    | 국립고궁박물관   | 1989년 8월 1일 지정                                                            |      |
| 1013호   |      | 대방광불화엄경소 권68 (大方廣佛華嚴經疏 卷六十八) (Commentary on the Avatamsaka Sutra (The Flower Garland Sutra), Volume 68) | 충북 단양군                                                      | 대***            | 1989년 8월 1일 지정                                                            |      |
| 1014호   |      | 진실주집 (眞實珠集) (Jinsiljujip (Book of True Pearls)) | 서울 서초구 바우뫼로 7길 111 (관문사)                            | 관문사           | 1989년 8월 1일 지정                                                            |      |
| 1015호   |      | 인천안목 (人天眼目) (Incheon anmok (Vision of Five Supreme Patriarchs)) | 서울 서초구 바우뫼로 7길 111 (관문사)                            | 관문사           | 1989년 8월 1일 지정                                                            |      |
| 1016호   |      | 대방광원각약소주경 권상의2 (大方廣圓覺略疏注經 卷上의二) (Annotated Mahavaipulya purnabudha Sutra (The Complete Enlightenment Sutra), Part 2 of Volume 1)                                                                                             | 충북 단양군                                                      | 대***            | 1989년 8월 1일 지정                                                            |      |
| 1017호   |      | 대방광불화엄경 진본 권15, 주본 권38, 정원본권2, 38 (大方廣佛華嚴經 晋本 卷十五, 周本 卷三十八, 貞元本 卷二, 三十八) (Avatamsaka Sutra (The Flower Garland Sutra) Jin Version, Volume 15, Zhou Version, Volume 38, Zhenyuan Version, Volumes 2 and 38) | 서울 서초구 바우뫼로 7길 111 (관문사)                            | 관문사           | 1989년 8월 1일 지정                                                            |      |

## 참고자료
- 문화재청 - 문화재 검색